# Трансгресивне залягання
Трансгресивне залягання (рос. трансгрессивное залегание, англ. transgressive overlapping, overlapping arrangement of strata, unconformity of overlap; нім. transgredierende Lagerung f, übergreifende Lagerung f, transgressive Auflagerung f) — залягання морських відкладів на розмитій поверхні більш древніх гірських порід. Виникає в умовах наступу моря на суходіл. Характеризується закономірною зміною фацій від мілководних до відносно глибоководних як на площі, так і у вертикальному розрізі.